# 小林の14球
小林の14球（こばやしの14きゅう）は、1995年の日本シリーズ第4戦（1995年10月25日、明治神宮野球場）11回裏における、オリックス・ブルーウェーブの小林宏投手とヤクルトスワローズのトーマス・オマリー内野手の1打席の対決をいう。
この場面は江夏の21球以来となる日本シリーズでの名勝負とされ、フジテレビの中継で瞬間視聴率55.9％を記録している。

## 背景
1995年1月17日に発生した阪神・淡路大震災により壊滅的なダメージを負った兵庫県神戸市にフランチャイズを置くオリックスは、ユニフォーム袖の「KOBE」の上に「がんばろう」ワッペンを貼り復興のシンボルとして阪急から球団譲渡後初のパリーグ制覇を達成した。
日本シリーズでは2年前に日本一を経験しているヤクルトが相手となった。オリックスの本拠地グリーンスタジアム神戸で開幕したシリーズだがペナントレースで、守護神として奮闘した平井正史の救援失敗によりたちまち3連敗を喫して窮地に追い込まれる。
第4戦も1-0でヤクルト1点リードという展開で9回を迎えたオリックスは先頭の小川博文が完封目前のエース川崎憲次郎から同点本塁打を放ち延長戦に突入。
オリックスベンチは、延長10回から5番手として小林を投入するも11回裏一死から2番荒井幸雄が四球で出塁（代走橋上秀樹）、さらに3番土橋勝征が左前安打で続き一死1.2塁で一打出ればサヨナラという緊迫した場面に。
ここで打席にはこのシーズンより阪神タイガースから移籍し後にシリーズMVPを獲得する4番オマリーを迎える。このときブルペンでは前日先発したばかりの星野伸之が準備していたが仰木彬監督は小林の続投を決断。小林は前日の第3戦にも星野降板後の2番手としてシリーズ初登板を果たしたが7番ミューレンに初球を打たれ降板していた。

## 内容
小林はオマリーに対し2球続けてストライクを取り0-2で追い込むも3球目が外れてボールカウント1-2。そのあと投げた10球(ボール2球を含む)の内8球連続でファウルが続き、さらにその中の2球がサヨナラホームランかと思われる大飛球となり徐々に1球毎の緊迫感が増していく。
この対決が始まった時点で既に時刻は22時を過ぎており、鳴り物応援が禁止されていたため終始観客のどよめきが球場全体に響きわたっていた。カウント2-3で迎えた小林の14球目をオマリーがフルスイングし空振り三振で勝負は終了。
小林が1球目を投じてからオマリーが三振に倒れるまで12分20秒間の緊迫した名勝負になり球場は大いに盛り上がった。
この勝負に関してオリックスの投手コーチであった山田久志は、「投手の小林のみならず捕手の中島も配球をどうしたらよいのかわからなくなってしまっていたので、『遅いボールだけはいくな』と指示を与えていた」と振り返っている。

## 詳細
| S○○ B○○○ O●○ | 0ストライク-0ボール 1アウト |

| S●○ B○○○ O●○ | 1ストライク-0ボール 1アウト |

| S●● B○○○ O●○ | 2ストライク-0ボール 1アウト |

| S●● B●○○ O●○ | 2ストライク-1ボール 1アウト |

| S●● B●○○ O●○ | 2ストライク-1ボール 1アウト |

| S●● B●○○ O●○ | 2ストライク-1ボール 1アウト |

| S●● B●○○ O●○ | 2ストライク-1ボール 1アウト |

| S●● B●○○ O●○ | 2ストライク-1ボール 1アウト |

| S●● B●○○ O●○ | 2ストライク-1ボール 1アウト |

| S●● B●●○ O●○ | 2ストライク-2ボール 1アウト |

| S●● B●●○ O●○ | 2ストライク-2ボール 1アウト |

| S●● B●●○ O●○ | 2ストライク-2ボール 1アウト |

| S●● B●●○ O●○ | 2ストライク-2ボール 1アウト |

| S●● B●●● O●○ | 2ストライク-3ボール 1アウト |

## スコア・出場選手
|            | 1 | 2 | 3 | 4 | 5 | 6 | 7 | 8 | 9 | 10 | 11 | 12 | R | H  | E |
| ---------- | - | - | - | - | - | - | - | - | - | -- | -- | -- | - | -- | - |
| オリックス | 0 | 0 | 0 | 0 | 0 | 0 | 0 | 0 | 1 | 0  | 0  | 1  | 2 | 12 | 0 |
| ヤクルト   | 0 | 0 | 0 | 0 | 1 | 0 | 0 | 0 | 0 | 0  | 0  | 0  | 1 | 5  | 0 |

1. （延長12回）
2. オ：長谷川（6回）、鈴木（2回）、野村（0回2/3）、野田（0回1/3）、小林 （3回）
3. ヤ：川崎（8回1/3）、山部（0回0/3）、伊東 （2回2/3）- 古田
4. 勝利：小林（1勝）
5. 敗戦：伊東（1敗）
6. 本塁打
オ：小川1号ソロ（9回川崎）、D・J2号ソロ（12回伊東）
7. 審判
［球審］小林毅
［塁審］前田・谷・永見
［外審］久保田・山本隆
8. 試合時間：4時間38分

| オリックス | オリックス | オリックス |
| 打順       | 守備       | 選手       |
| ---------- | ---------- | ---------- |
| 1          | [左]       | 田口壮     |
| 2          | [二]左     | 福良淳一   |
| 3          | [中]右     | イチロー   |
| 4          | [一]       | D・J       |
| 5          | [右]       | 藤井康雄   |
|            | 中         | 本西厚博   |
| 6          | [捕]       | 三輪隆     |
|            | 打捕       | 中嶋聡     |
| 7          | [三]       | 馬場敏史   |
| 8          | [遊]       | 小川博文   |
| 9          | [投]       | 長谷川滋利 |
|            | 打         | 柴原実     |
|            | 投         | 鈴木平     |
|            | 打         | ニール     |
|            | 走         | 松山秀明   |
|            | 投         | 野村貴仁   |
|            | 投         | 野田浩司   |
|            | 打         | 高田誠     |
|            | 投         | 小林宏     |

| ヤクルト | ヤクルト   | ヤクルト   |
| 打順     | 守備       | 選手       |
| -------- | ---------- | ---------- |
| 1        | [中]       | 飯田哲也   |
| 2        | [右]       | 稲葉篤紀   |
|          | 右         | 真中満     |
|          | 打         | 大野雄次   |
|          | 走左       | 城友博     |
|          | 打         | 荒井幸雄   |
|          | 走右       | 橋上秀樹   |
| 3        | [二]左右左 | 土橋勝征   |
| 4        | [一]       | オマリー   |
| 5        | [捕]       | 古田敦也   |
| 6        | [左]       | 秦真司     |
|          | 二         | 宮本慎也   |
|          | 打         | 金森栄治   |
| 7        | [遊]       | 池山隆寛   |
| 8        | [三]       | ミューレン |
| 9        | [投]       | 川崎憲次郎 |
|          | 投         | 山部太     |
|          | 投         | 伊東昭光   |

## その後
小林は次打者の古田敦也も中飛に打ち取り、11回裏のピンチを脱した。次の12回表にオリックスの4番D・Jが伊東昭光からソロホームランを放ち勝ち越し。平井はこの試合ベンチを外れており、小林は12回も続投。12回裏を無失点で抑え、このシリーズにおけるオリックスの初勝利に貢献し、勝ち投手となった。
翌第5戦は、この試合に先発予定だった小林を前日に投入したため、オリックスは高橋功一を急遽先発に起用したが、オリックスは第5戦を落とし、1勝4敗でシリーズに敗れた。
この年の日本シリーズ最高殊勲選手（MVP）はオマリー、敢闘選手に小林が選ばれた。